# Майлыбаев, Баглан Асаубаевич
Баглан Асаубаевич Майлыбаев (каз. Бағлан Асаубайұлы Майлыбаев; 20 мая 1975, Жамбылская область, Казахская ССР, СССР) — государственный деятель Республики Казахстан, бывший заместитель руководителя Администрации Президента Республики Казахстан, доктор юридических наук (2002 г.), научный консультант — академик НАН РК, профессор С. З. Зиманов, кандидат политических наук (1998). Казах.

## Биография
В 1996 году окончил Казахский Государственный Национальный Университет им. Аль-Фараби по специальности журналист.
В 1998 году окончил аспирантуру кафедры политологии и политического управления Российской академии государственной службы при президенте Российской Федерации.
С 1998 по 2002 годы — старший научный сотрудник Института государства и права Национальной академии наук Республики Казахстан, преподаватель Казахского государственного университета международных отношений и мировых языков им. Абылай хана.
С февраля по май 2002 года — директор департамента СМИ Министерства культуры, информации и общественного согласия.
С мая 2002 по сентябрь 2003 года — президент АО "Республиканская газета «Казахстанская правда».
С сентября 2003 по декабрь 2004 года — президент акционерной компании «Зан».
С декабря 2004 года — руководитель пресс-службы президента Республики Казахстан.
С октября 2008 года — председатель Комитета информации и архивов Министерства культуры и информации РК.
С декабря 2008 года — вице-министр культуры и информации РК.
С июня 2009 по октябрь 2011 года — пресс-секретарь президента Республики Казахстан.
С октября 2011 года по январь 2017 года — заместитель руководителя Администрации президента Республики Казахстан. Курировал вопросы внутренней политики, идеологии.
Владеет казахским, русским, английским языками. Женат, воспитывает двоих детей.
14.01.2017 Баглан Майлыбаев арестован по делу о хищении 1,3 млрд тенге из средств республиканского бюджета, выделенных в 2014—2016 годах на проведение политических и исторических исследований через один из столичных вузов.
В январе 2017 года Комитетом национальной безопасности Республики Казахстан за совершение преступлений, предусмотренных ч. 1, 3 ст.185 («Незаконное собирание, распространение, разглашение государственных секретов») Уголовного кодекса Республики Казахстан в порядке ст.128 Уголовно-процессуального кодекса Республики Казахстан Баглан Майлыбаев водворен в Следственный изолятор КНБ. По месту жительства Майлыбаева проведены обыски, изъяты вещественные доказательства.
Баглан Майлыбаев полностью признал свою вину в совершённых преступлениях в составе ОПГ. Более того, он признался в расхищении государственных средств, которое осуществлялось им через систему госзаказов на различную идеологическую продукцию. В поле зрения следствия попали несколько частных предприятий и фондов, в том числе кинокомпания «Коркем фильм».
Есильским районным судом № 2 города Астаны 13 июня 2017 года рассмотрено уголовное дело в отношении Майлыбаева Баглана Асаубаевича, поступившее с процессуальным соглашением о признании вины в совершении преступлений, предусмотренных ч.4 ст.361, ч.3 ст. 185 УК РК.
Приговором суда Б.Майлыбаев признан виновным по вышеуказанным статьям и ему назначено 5 лет лишения свободы, с конфискацией имущества, с пожизненным лишением права занимать должности в государственных органах.
Также приговором суда внесено представление Президенту Республики Казахстан о лишении Майлыбаева всех государственных наград..
Помимо приговора, вынесенного 13 июня 2017 года, уголовное расследование в отношении деятельности Майлыбаева продолжается Агентством РК по делам государственной службы и противодействию коррупции. Речь идет о хищениях государственных средств в особо крупных размерах в ходе размещения и выполнения госзаказов. Часть 4 статьи 361 УК РК «Злоупотребление должностными полномочиями», вмененная Баглану Майлыбаеву, предусматривает наказание за: «Использование лицом, уполномоченным на выполнение государственных функций, либо приравненным к нему лицом своих служебных полномочий вопреки интересам службы в целях извлечения выгод и преимуществ для себя или других лиц или организаций либо нанесения вреда другим лицам или организациям, если это повлекло причинение существенного вреда правам и законным интересам граждан или организаций либо охраняемым законом интересам общества или государства», «совершенное лицом, занимающим ответственную государственную должность», которое либо повлекло за собой тяжкие последствия, либо было совершено в «в интересах преступной группы».
В сентябре 2017 г. у Майлыбаева конфисковали здание стоимостью свыше 171 миллиона тенге. Департамент государственного имущества и приватизации Астаны сообщил, что, согласно приговору по уголовному делу Есильского районного суда № 2 Астаны от 13 июня 2017 года в отношении коррупционера Майлыбаева Баглана Асаубаевича, департаментом принято на учет административное здание по адресу: Астана, улица Шакена Айманова, дом № 6 общей площадью 1554,9 квадратных метра.
В 2019 году осуждённому за разглашение государственных секретов бывшему заместителю руководителя Администрации Президента РК Баглану Майлыбаеву отказали в переводе из колонии средней безопасности в учреждение минимальной безопасности (колонию-поселение). Постановлением суда № 2 района Байқоңыр Астаны от 20 февраля в удовлетворении ходатайства осуждённого Баглана Майлыбаева об изменении вида учреждения исполнительной системы со средней безопасности на минимальную безопасность отказано.

## Награды
Есильским районным судом № 2 Астаны 13 июня 2017 года внесено представление Президенту Республики Казахстан о лишении Майлыбаева всех государственных наград. Майлыбаев был ранее награждён орденами «Құрмет», «Парасат», медалями, Благодарственной грамотой Президента Республики Казахстан, лауреат премии молодых ученых НАН РК (1998).

## Публикации
Автор 4 научных монографий, более 150 научных и публицистических статей, опубликованных в казахстанских и зарубежных изданиях, а также ряда художественных рассказов. Руководитель, автор сценария ряда телевизионных проектов, документальных фильмов.

## Научные интересы
Политологическая компаративистика, теория государства и права, история государства и права, конституционное право.